# Burgruine Helfenberg (Wolfhagen)
Die Burgruine Helfenberg ist eine abgegangene Höhenburg bei Wolfhagen im nordhessischen Landkreis Kassel.

## Geographische Lage
Die Überreste der Burg Helfenberg befinden sich im Nordwestteil des Naturparks Habichtswald rund 2,5 km östlich der Kernstadt von Wolfhagen auf dem unbewaldeten Helfenberg (366,2 m ü. NHN), einer sich in Nord-Süd-Richtung erstreckenden Basaltkuppe zwischen den östlichen Wolfhager Stadtteilen Philippinenburg im Südsüdosten und Philippinenthal im Nordosten. Nach Norden fällt das Gelände über das Tal des kleinen Lohbachs zur Erpe ab. Die Höhenlage des Burgstalls wird mit 349 m angegeben, was sich auf eine Stelle zwischen der Nord- und Südkuppe des Helfenberges zu beziehen scheint. Laut Georg Landau befand sich die Burg jedoch auf der nördlichen Spitze des Bergrückens, war von einem tiefen Graben umschlossen und zusätzlich durch einen weiteren, den Bergrücken in der Mitte durchschneidenden Graben gesichert.

## Geschichte
Die Brüder Heinrich und Eberhard II. (Eckhard) von Gasterfeld ließen die Burg zu Beginn des 13. Jahrhunderts erbauen und verlegten ihren Wohnsitz von der kleinen Burg Gasterfeld dorthin. Ihre Nachkommen nannten sich dann ab 1237 Herren von Helfenberg. Die Herren von Helfenberg wurden landgräflich-hessische Burgmannen zu Wolfhagen und ihr Geschlecht starb 1414 aus.
Eckhard IV. und seine Vettern Johann III. und Werner I. von Helfenberg, oder bereits deren Väter, die erstmals 1233 und zuletzt 1270 genannten Eckhard III. und Johann I., Söhne Eberhards II., dem Stifter der Wolfhager Linie derer von Helfenberg, gerieten mit dem Landgrafen Heinrich I. von Hessen in Streit, und dieser ließ die Burg erobern und zerstören. Weder die Ursache des Streits noch der genaue Zeitpunkt der Zerstörung sind überliefert. Nicht erfüllter Lehnsgehorsam oder falsche Parteinahme während der Auseinandersetzungen des Landgrafen in den Jahren 1269 bis 1272 mit dem Mainzer Erzbischof Werner von Eppstein, Raubrittertum oder Widerstand gegen den Hoheitsanspruch des Landgrafen werden vermutet, und die Zerstörung erfolgte wohl entweder 1269/72 oder 1293/94.
Nach ihrer Zerstörung war die Burg unbewohnt und verfiel allmählich. Heute sind von der einstigen Burganlage lediglich Wälle und Gräben an und auf nebeneinander liegenden Erdhügeln vorhanden.

## Beschreibung
Den Reliefdaten nach ist die Burg eine Doppelburg gewesen. Auf dem nördlichen Hügelteil befinden sich Reste eines Burgteils in Form einer digitalen 8. Dieser Burgteil nimmt eine Fläche von etwa 3270 m2 bei einem Umfang von etwa 230 m ein (äußerer Wallrand). Deutlich ist hier noch das Wall-Graben-System sichtbar (äußerer Wall, Burggraben). Der etwas größere Teil im Norden hat mehrere Vertiefungen, die auf Gebäude hindeuten; während der durch einen 42 m langen und an der Oberkante etwa 7 m breiten Halsgraben getrennte südlichere Teil eine quadratische Vertiefung (Seitenlänge 13 m) aufweist. Hier könnte ein Turm oder Bergfried gestanden haben. Der nördliche Burgteil hat einen Umfang von 150 m, dabei etwa 1700 m2 einnehmend, der südlichere Burgteil ist etwas kleiner und hat bei einer Fläche von 1300 m2 einen Umfang von knapp 140 m.
Etwa 30 Meter südlich der Doppelburg befindet sich ein weiterer Burgteil, möglicherweise eine Vorburg, von dem nur noch ein schwacher umlaufender Burggraben sichtbar ist. Dieser etwa 34 Meter in Nord-Süd- und 20 Meter in West-Ost-Richtung reichende Burgteil hatte einen Umfang (äußerer Grabenrand) von 105 m und nahm eine Fläche von 775 m2 ein. Etwa 20 m östlich des Hügels an seinem Fuß befindet sich ein etwa gleich langer Abschnittsgraben. Ob dieser zur Burganlage gehörte oder neueren Datums ist unklar.
Der Burghügel ist nur wenig bewachsen. Dabei ist nur der nördliche, doppelte Burgteil noch gut sichtbar, vor allem die Annäherungshindernisse.

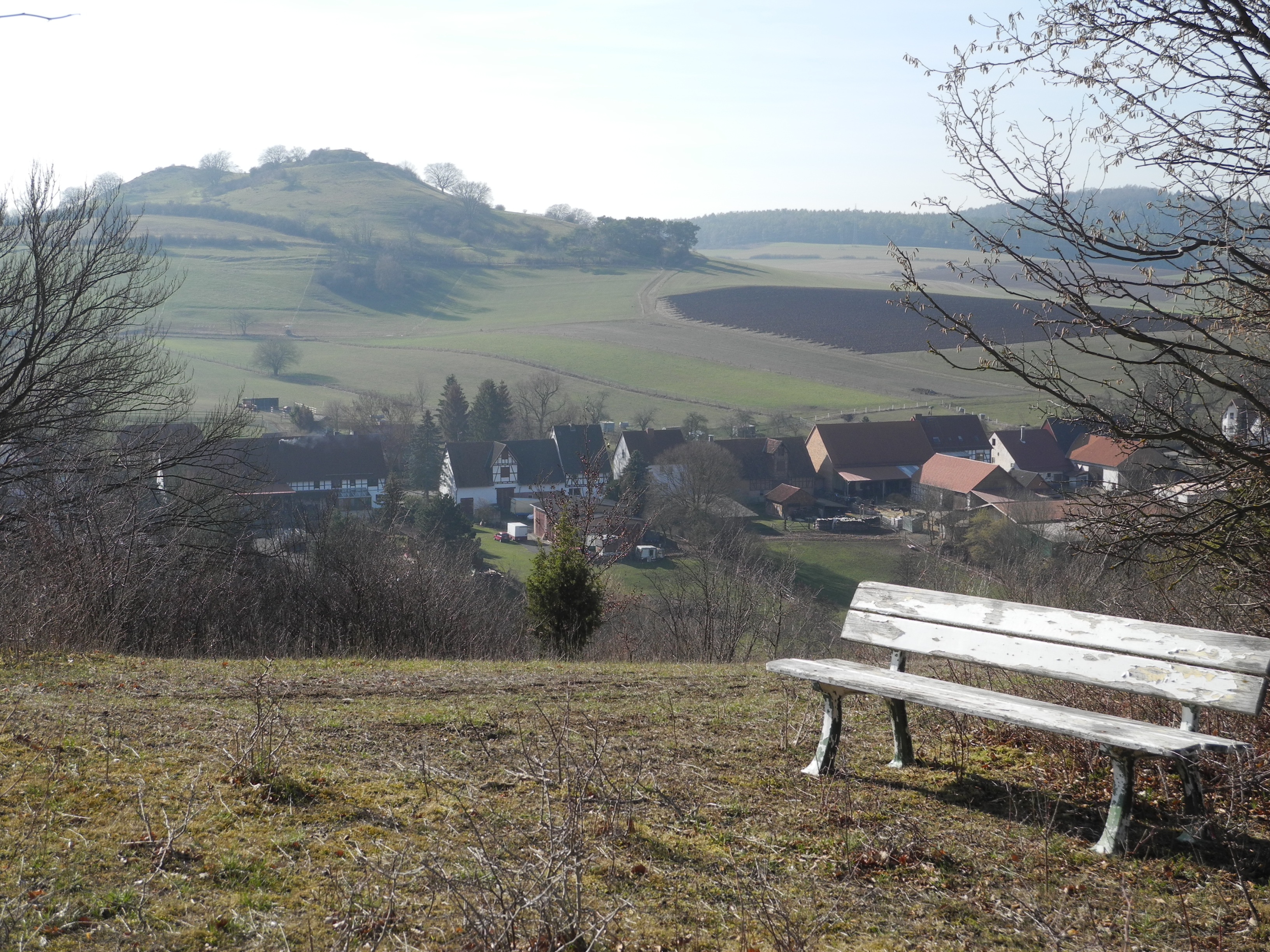
Blick vom Festberg auf Philippinenthal und den Helfenberg (links)
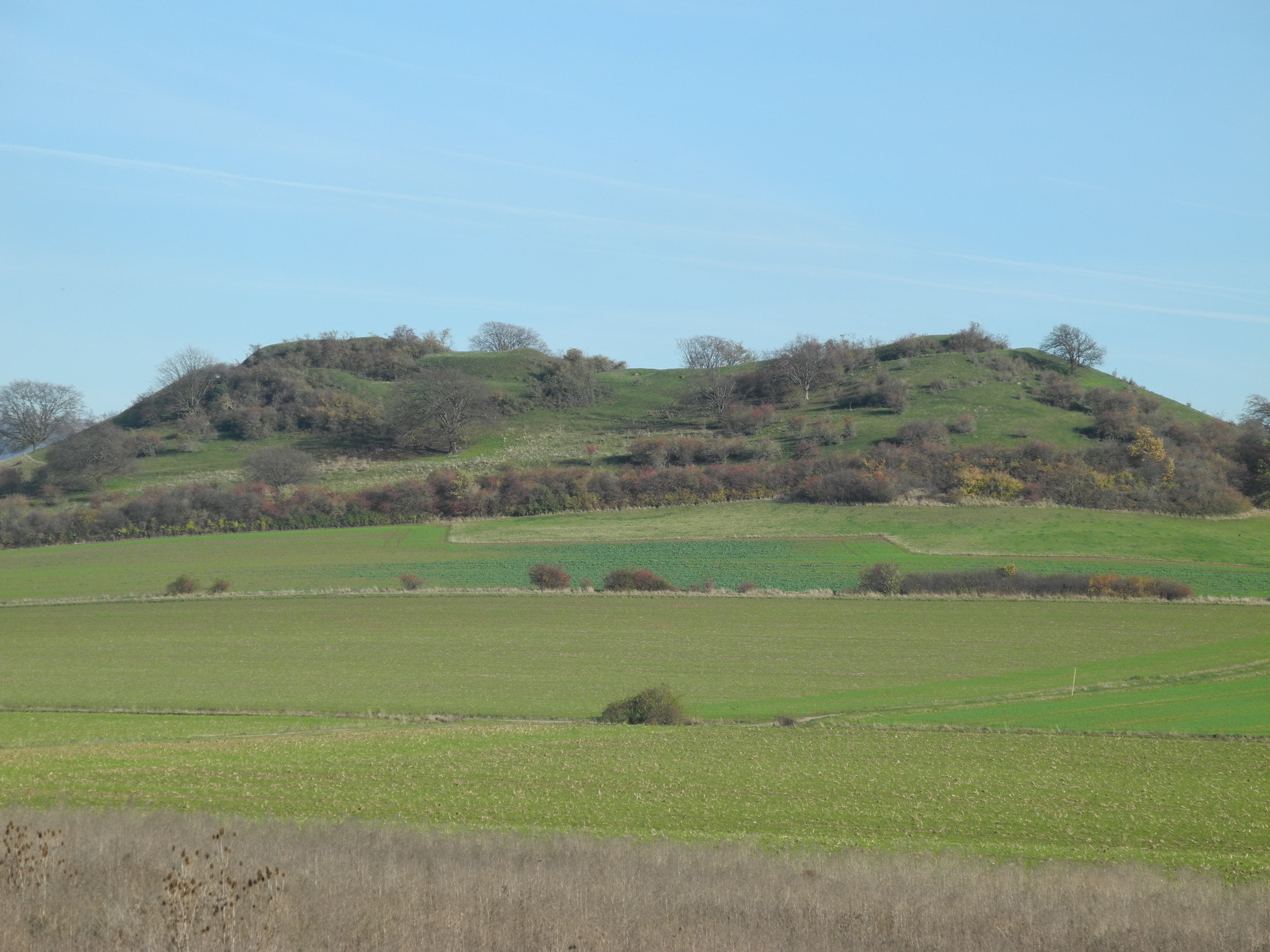
Blick nach Osten: Linke Kuppe: Doppelburg; rechte Kuppe: vermutliche Vorburg
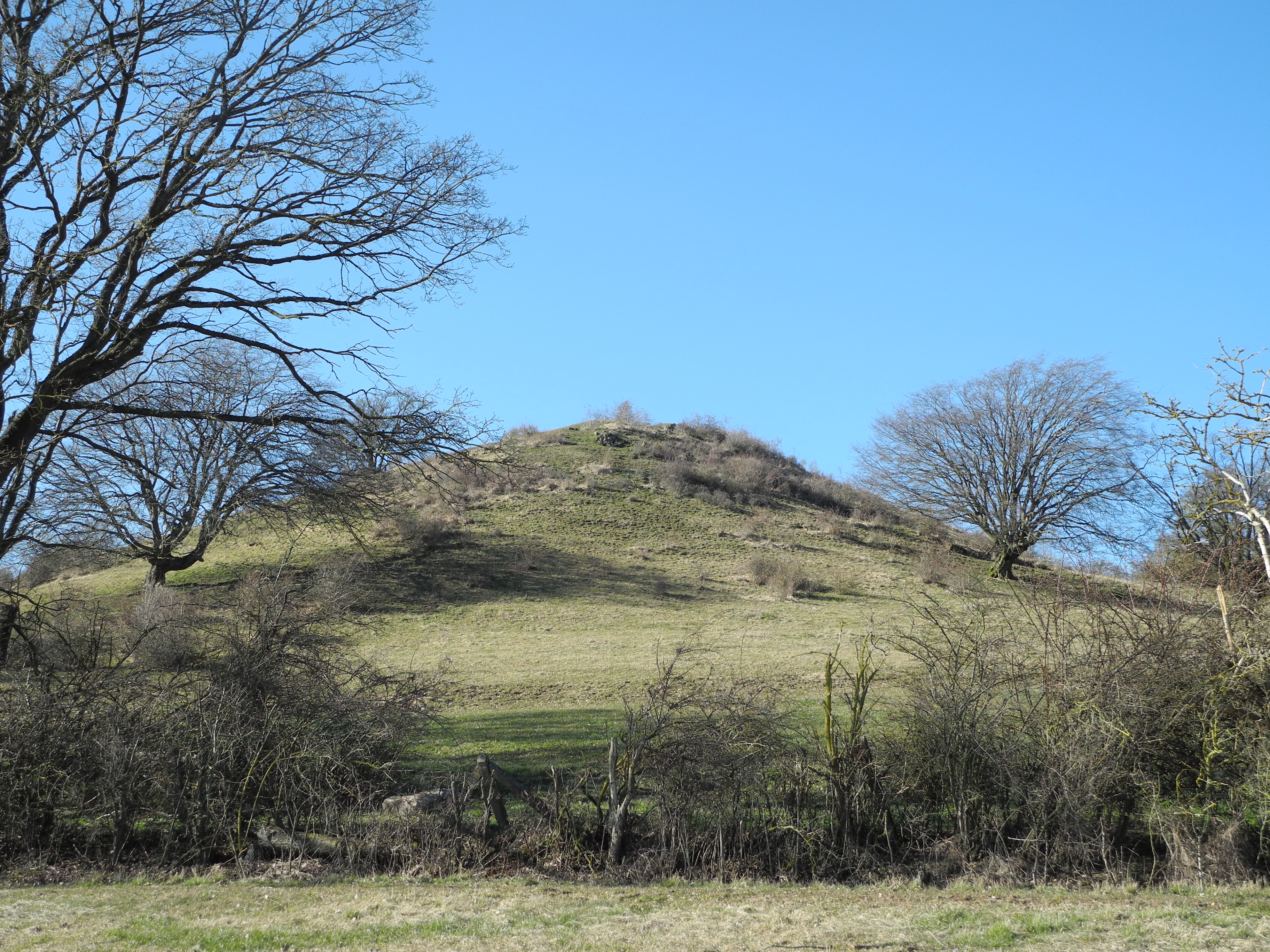
Blick von Süden auf die Vorburg